# Beautiful Deformity
Beautiful Deformity – siódmy album studyjny japońskiego zespołu the GazettE z pogranicza pop-rocka, hard rocka, metalcore i heavy metalu, wydany nakładem Sony Music Records 23 października 2013 roku.

## Lista utworów

### Na edycji regularnej
1. "Malformed Box (jap. マルフォームド・ボックス)"
2. "Inside Beast (jap. インサイド・ビースト)"
3. "Until it Burns Out"
4. "Devouring One Another"
5. "Fadeless (jap. フェイドレス)"
6. "Redo"
7. "Last Heaven (jap. ラスト・ヘヴン)"
8. "Loss"
9. "The Stupid Tiny Insect"
10. "In Blossom"
11. "Karasu (jap. 鴉)"
12. "Kuroku Sunda Sora to Zangai to Katahane (jap. 黒く澄んだ空と残骸と片翅)''
13. "To Dazzling Darkness (jap. トゥー・ダズリング・ダークネス)''
14. "Coda"

### Na edycji limitowanej
1. "Malformed Box" PV
2. "Inside Beast" PV